# Irena Malarczyk

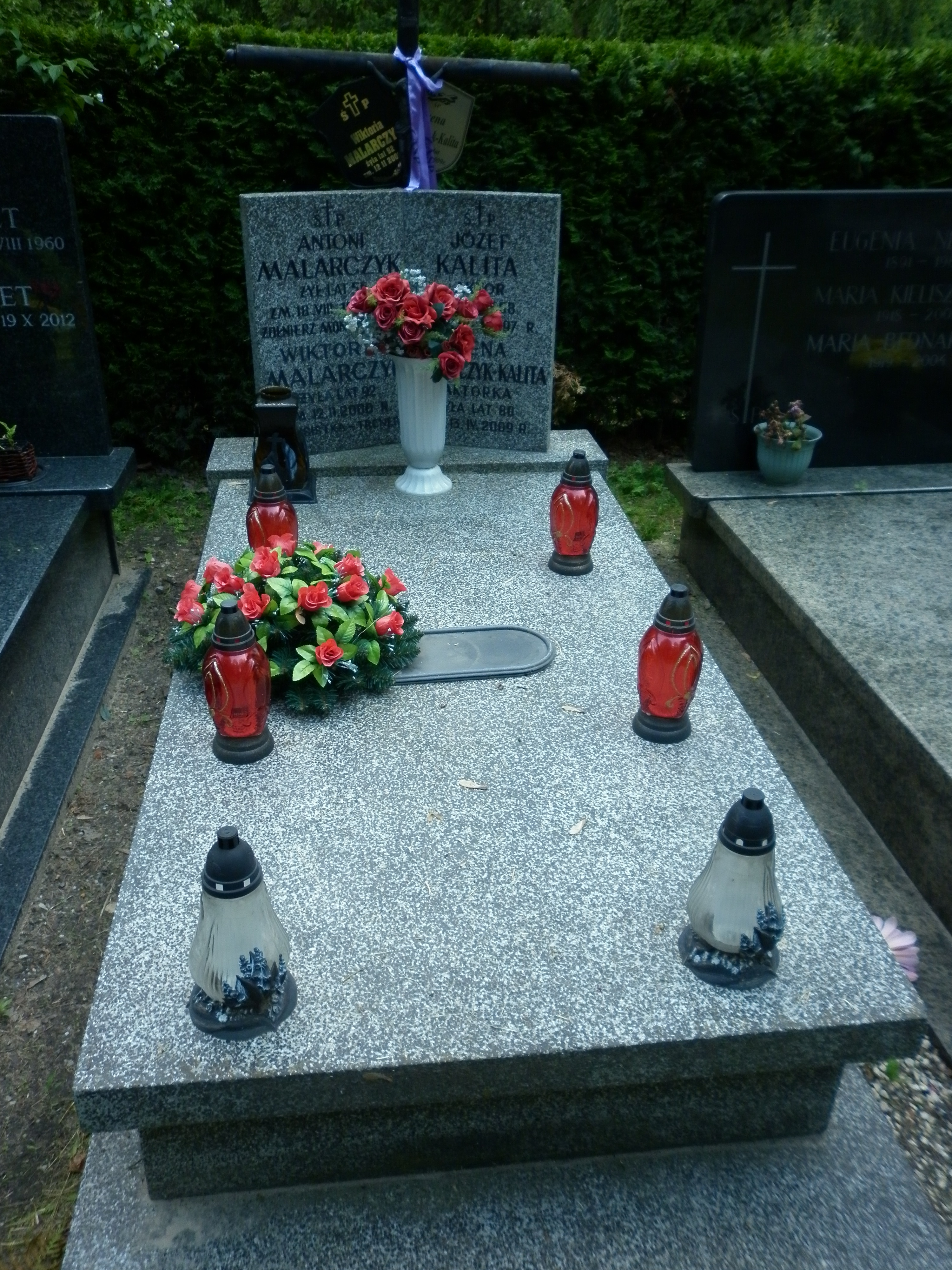
Grób Ireny Malarczyk-Kality na Cmentarzu Wojskowym na Powązkach

Irena Malarczyk-Kalita (ur. 25 października 1928 w Krynkach, zm. 13 kwietnia 2009 w Warszawie) – polska aktorka.

## Życiorys
W 1952 ukończyła studia na PWST w Warszawie. Zadebiutowała w teatrze 31 sierpnia 1952 roku.
Żona Józefa Kality.
Została pochowana na Cmentarzu Komunalnym na Powązkach; kwatera B-14-18.

## Filmografia
- 1989: Galimatias, czyli kogel-mogel II – koleżanka babci Wolańskiej
- 1988: Kogel-mogel
- 1986: Głód serca – ciotka Janusza
- 1985: Rajska jabłoń

## Dubbing
- 2002–2004: Misiowanki
- 2002: Kopciuszek II: Spełnione marzenia – Beatice
- 2000: Czarodziejskie święta Franklina – Babcia Żółw
- 2000: Franklin i zielony rycerz − Babcia Franklina
- 1999–2002: Baśnie Braci Grimm: Simsala Grimm
- 1997: Polowanie na mysz
- 1997: Koty nie tańczą
- 1997: Witaj, Franklin
- 1996: Przygoda na Alasce – Pani Ben
- 1996: Wielkomilud
- 1995: Nowe przygody Madeline
- 1990: Muminki – Emma
- 1990–1994: Szczenięce lata Toma i Jerry’ego –
  - Zabójcza Gosposia (odc. 33a),
  - wiedźma Groteska (odc. 35a)
- 1990: Kacze opowieści. Poszukiwacze zaginionej lampy – Pani Piórko
- 1989–1992: Chip i Dale: Brygada RR –
  - Wanda Skneros (odc. 3),
  - Krowa, martwiąca się o swój los (odc. 57)
  - Kate, mama Rockfora (odc. 62)
- 1988: Denver, ostatni dinozaur
- 1988: Tylko Manhattan – Żona Wildera
- 1987: Niekończąca się opowieść – Babcia Urgl
- 1987–1990: Kacze opowieści – Mamuśka Be
- 1985–1991: Gumisie – drzewo (odc. 25)
- 1984-1988: Tajemnice wiklinowej zatoki – mama bóbr, wydra
- 1982: Tamte lata, tamta dolina
- 1981: Smerfy – Chlorinda
- 1980: Śnieżyczka i różyczka
- 1979: Scooby i Scrappy Doo − Tessi (odc. 2)
- 1975: Pszczółka Maja –
  - Osa,
  - Żaba,
  - Okrutna Eryka
- 1973: Rodzina Straussów – Johann
- 1962: Wally Gator –
  - czarownica (odc. Latająca miotła, ang. Which is Which Witch),
  - młoda samica aligatora (odc. Zatwardziały kawaler, ang. Bachelor Buttons)
- 1962: Jetsonowie − Stella, żona pana Spacely'a
- 1960: Flintstonowie
- 1960: Między nami jaskiniowcami – spikerka (odc. Nowy szef Freda)
- 1950: Kopciuszek